# Forquilhinha (kommun)
Forquilhinha är en kommun i Brasilien.   Den ligger i delstaten Santa Catarina, i den södra delen av landet, 1 500 km söder om huvudstaden Brasília. Antalet invånare är 22 548.
Följande samhällen finns i Forquilhinha:
- Forquilhinha

Trakten runt Forquilhinha består till största delen av jordbruksmark. Runt Forquilhinha är det ganska tätbefolkat, med 93 invånare per kvadratkilometer.